# 耿庄镇
耿庄镇，是中华人民共和国辽宁省鞍山市海城市下辖的一个乡镇级行政单位。

## 行政区划
耿庄镇下辖以下地区：
北耿社区、东耿社区、西耿社区、北河村、土台村、袁家村、刘家村、薛家村、灰菜村、丁家桥村、侯家村、崔庄村、大莫村、山水村、大甘村、张仙村、三道岗村、西古城村、秦家村和前甘村。